# Paula Acker
Pour les articles homonymes, voir Acker.
Paula Acker (née Paula Löffler 3 février 1913 - 7 novembre 1989) est une journaliste, correspondante et éditrice de journaux allemande. Elle a été aussi une membre active du Parti communiste d'Allemagne et de son successeur en RDA : le Parti socialiste unifié d'Allemagne.

## Récompenses et distinctions
- 1961 : Médaille Ernst-Moritz-Arndt (de)
- 1963 : Médaille Clara-Zetkin
- 1963 : Ordre du Mérite patriotique (bronze)
- 1968 : Ordre du Mérite patriotique (argent)
- 1973 : Ordre du Mérite patriotique (or)
- 1978 : Ordre du Mérite patriotique (agrafe d'or)
- 1988 : Étoile de l'amitié des peuples